# Мауна Лоа
Мауна Лоа (енгл. Mauna Loa) највећи је вулкан на Земљи с обзиром на обим и један од пет вулкана који сачињавају острво Хаваји у америчкој савезној држави Хаваји. Типично за подручје северног Пацифика, Мауна Лоа је активни вулкан у облику штита, чија се запремина процењује на 75.000 км³. Рачунајући од морског дна, висок је 10.099 м, од чега је над морем 4169,40 м. Ипак, то га не чини и највишим вулканом на Хавајском архипелагу, јер је суседни вулкан Мауна Кеа виши за 37 метара.
Хавајско име Мауна Лоа у преводу значи дуга планина. Лава коју вулкан избацује ерупцијом сиромашна је силицијум диоксидом, па Мауна Лоа има благе падине. То такође значи да ерупције нису експлозивног карактера. Премда се процењује да вулкан еруптира преко 700.000 година и да се уздигао изнад морског нивоа пре 400.000 година, старост стена на планини износи око 200.000 година. Магма му долази из хавајске вруће тачке, која је током десетина милиона година створила Хавајска острва. Научници предвиђају да ће се померањем Пацифичке плоче временом и Мауна Лоа удаљити од вруће тачке, те да ће за петсто хиљада до милион година постати угашени вулкан.
Последња ерупција вулкана догодила се 1984. године. Премда у последњих двестотинак година нису забележене људске жртве, ерупције из 1926. и 1950. године уништиле су нека села на обронцима, а град Хило је делом изграђен на окамењеној лави насталој након ерупције са краја 19. века. С обзиром на потенцијалну опасност коју представља за околна урбана подручја, Мауна Лоа је део програма Decade Volcanoes, који проучава најопасније светске вулкане, а прати се од 1912. године из Хавајског вулканског опсерваторијума. Близу врха вулкана су још два опсерваторијума, од којих један проучава атмосферу, а други Сунце. Подручје националног парка Хавајски вулкани обухвата врх, као и југоисточни обронак Мауна Лое, те суседни вулкан Килауеа.

## Опис
Као што је већ речено, Мауна Лоа је највећи светски вулкан према запремини. Гледано из даљине, вулкан има облик штита, односно дуге и благе падине због ниског вискозитета лаве. Ерупције су ретко експлозивне, што значи да лава тече уз врло мало пирокластичног материјала. Такве се ерупције називају хавајским. Обично, ерупција почиње отварањем процепа дугог и по неколико километара кроз који излази лава. Након неколико дана истицања лаве, вулканска активност се обично своди на само један део пукотине.
Ерупције су се досад догађале у три подручја планине: при врху, те у две пукотине које се од врха протежу у смеру североистока, односно југозапада. Око 38% ерупција у последњих двеста година избило је на врху вулкана, 31% у подручју североисточне пукотине и 25% у подручју југозападне пукотине. Осталих 6% збило се северозападно од врха.
Калдера Мауна Лое зове се Мокуавеовео и пречника је између 3 км и 5 км. Процењује се да је ова калдера настала пре хиљаду до хиљаду и по година, када је велика ерупција у подручју североисточне пукотине испразнила сву магму испод вулканске купе, која се затим урушила.
Сеизмолошки подаци могу да открију положај активних комора магме испод вулкана. Неке врсте сеизмичких таласа, тачније С-таласи, не могу се простирати кроз материјал мале густине и течно-пластичног агрегатног стања, па коморе магме стварају сенке на добијеним подацима. Познато је да постоји велика комора са магмом око 3 км испод врха, као и мање количине магме дуж две пукотине.
Ветрови пасати на Хавајима дувају од истока према западу, а Мауна Лоа снажно утиче на локалну климу. На нижим обронцима, посебно на истоку, падају велике количине кише, тако да град Хило има највећу количину падавина по метру квадратном у САД, а обронци су прекривени густом шумом. Насупрот томе, западни обронци су много сувљи. На већим висинама се количина падавина смањује или се због ниских температура појављује у облику снега.

## Мокуавеовео
Мокуавеовео је кратер, односно калдера, на врху Мауна Лое, чија се последња ерупција догодила 1984. године. Иако пут до врха постоји од памтивека, успон није лаган, те је представљао проблем за све који су потценили његову тежину. На пример, амерички успон из 1840. године испочетка је замишљен као краћи излет, а потрајао пуних месец дана. Маса Мауна Лое лако завара, јер су падине врло благе, нигде не прелазе 12°, због чега је јако тешко предвидети стварно време потребно за успон.
Кратер је дуг 4800, а широк 2400 метара. Два покрајна кратера, названа Северна јама и Јужна јама, делимично су спојена са Мокуавеовеом, док се југозападно налазе мањи кратери Нова јама, као и Дубока јама.
Име кратера долази од назива црвене хавајске рибе авеовео, на чију је црвену боју локално становништво асоцирала боја еруптивне лаве. Мокуавеовео је данас у подручју Хавајске вулканске дивљине, који припада националном парку Хавајски вулкани.

## Геологија
Сматра се да је Мауна Лоа почела да еруптира пре седамсто хиљада до милион година. Од тада је константно расла због очврсле лаве. Као и сва острва у склопу Хавајски острва, и Мауна Лоа потиче из Хавајске вруће тачке, извора магме који се уздиже из дубина мантла. Врућа тачка је непомична, док се Пацифичка плоча изнад ње помера око 10 цм годишње. Уздизање вреле магме ствара вулкане, који онда еруптирају неколико милиона година пре него их померање Пацифичке плоче удаљи од најинтензивније вулканске активности.
Хавајска врућа тачка постоји барем 80 милиона година, а од ње се протеже ланац старих вулкана дуг готово 5800 км. Врућа тачка данас лавом напаја петак вулкана: Мауна Лоу, Килауеа и Хуалалај на острву Хаваји, Халеакалу на острву Мауи, као и Лојхи, подморски вулкан јужно од острва Хаваји, уједно и најмлађи Хавајски вулкан. Мауна Лоа је највећа од наведених, а Килауеа има најинтензивнију вулканску активност.

## Праисторијске ерупције
Праисторијске ерупције Мауна Лое помно су истражене помоћу радиоактивног угљениковог изотопа 14, тако да су се анализирали фрагменти угљена пронађеног у лави. Праисторијска активност планине је међу најбоље истраженим уопште. Студије су показале да се у почетку, неколико стотина година, догађа активност у врху, након чега су активне бочне пукотине, да би се након тога активност поново вратила на врх вулкана. Препозната су два циклуса, сваки по хиљаду и по до две хиљаде година, што је јединствено за Мауна Лоу у оквиру хавајских вулкана.
Пре шест—седам хиљада година, Мауна Лоа била је углавном неактивна, чему је узрок још непознат — сличан случај није пронађен код других хавајских вулкана, осим код оних данас угашених. Пре осам—једанаест хиљада година вулканска активност Мауна Лое била је жешћа него данас. Процењује се да се раст планине успорио у последњих сто хиљада година. Могуће је да се вулкан ближи крају периода формирања своје базалтне базе.

## Успони на Мауна Лоу

### Праисторија
Планинарски пут Ајнапо утабан је у праисторији. Почиње у селу Капапала, те се уздиже 3400 метара до врха. Пут је дуг 56 км, а домороци су га користили како би приносили жртве богињи ватре, Пели, током ерупција вулкана. Успон би обично потрајао неколико дана, па је успут основано неколико станица у којима би се путници снабдевали храном и водом.

### Успон Џона Ледјарда
Амерички истраживач Џон Ледјард повео је у јануару 1779. године експедицију на Мокуавеовео током трећег путовања капетана Џејмса Кука. Покушали су тешки успон директно из залива Кеалакекуа, али одустали су након пређених 38 километара мислећи како до врха имају још дватесетак км. Заправо, најкраћи пут из залива Кеалакекуа дуг је 33 километра.

### Успон Арчибалда Мингиса
Шкотски природњак Арчибалд Мингис, тада у служби британског поморца и истраживача Џорџа Ванкувера, предводио је 1794. године прву групу за коју постоји писани документ о успешном успону на Мокуавеовео. Годину раније, покушао је успон са запада, али је одустао, али следеће године се успешно попео на вулкан Хуалалаи на северозападном делу острва. Безуспешно је покушао прећи унутрашњи плато између Хуалалаија и Мауна Лое.
Мингис је за савет упитао краља Камехамеха I, који му је објаснио да се чамцима може пребацити до јужне стране острва и потом следити домородачки пут Ајнапо. Мингис је то и направио, те се на Мокуавеовео успео 16. фебруара. На врху Мауна Лое, барометром је проценио висину на 4156 метара, што је одступање од свега 13 метара од данас измерене висине. Изненадио га је снег на врху планине и температура испод нуле. Такође, поново је погрешно проценио време потребно за успон, тако да је исцрпео све залихе хране експедиције.

### Вилксова експедиција
Америчка експедиција коју је предводио адмирал, тада поручник, Чарлс Вилкс имала је од 1838. године задатак да истражити подручје Тихог океана. У септембру 1840. године, пристигли су у Хонолулу, где су бродски поправци потрајали дуже од планираног, те је Вилкс одлучио да зиму проведе на Хавајима и истражи вулкане. Краљ Камехамеха III доделио је експедицији као преводиоца лекара Герита Џада.
Одлучивши да ће се прво пењати на Мауна Лоу, што је изгледало као лакши успон у односу на Мауна Кеу, Вилкс је повео експедицију у Хило, где је 14. децембра унајмио око 200 носача, што се испоставило недовољним за количину опреме и намирница које је експедиција носила. Стога је накнадно изнајмљено још носача. Након што су доспели до Килауеа, Вилкс је одбио да иде Ајнапо путем, те је уместо тога наредио да се почне крчити пут кроз густу вегетацију, што је наишло на неодобравање домородаца који су шуму сматрали светом.
На отприлике 1800 метара, експедиција је на рубу шуме подигла логор којег су назвали Недељна станица. Ту су им се придружила још два водича, који су Вилксу објаснили да је до врха још јако далеко и да нису прешли ни половину пута. Носачи су тада послани 15 км назад до почетка Ајнапо пута по воду, пошто у самој Недељној станици воде није било. Након што је обновила залихе, експедиција је наставила успон до следећег логора на око 3000 метара висине. Следећег дана су дошли на Ајнапо пут и основали трећи логор. Већину носача Вилкс је послао по намирнице, а преостали чланови експедиције су саградили склониште од вулканског стења и прекрили га шаторским крилима, али она су те ноћи попустила под тежином снега.
Коначни успон је започео 23. децембра и следећег дана деветочлана група је досегла руб кратера Мокуавеовео, подигли су шатор, осигуран блоковима вулканског стења. Следеће јутро нису успели да упале ватру због мање количине кисеоника на тој надморској висини, а многи су оболели од висинске болести. Прошла је цела недеља док сва опрема није донесена до врха, укључујући и клатно за мерење ситних одступања у гравитацији.
До 31. децембра 1840. изграђена је база за клатна, а за три дана су почели и експерименти, који су већином били неуспешни због буке јаких ветрова и разлика у температури које су они стварали. Дана 11. јануара 1841. Вилкс је обишао кратер. Тада је голим оком проценио да је Мауна Кеа виша за 60 метара, док модерна мерења кажу да је разлика 37 метара. За два дана експедиција је напустила врх, а острво 5. марта. Упркос великим напорима, Вилкс није добио никакве значајније резултате у мерењу гравитације. Ипак, успон на Мауна Лоу је од историјског значаја, јер су рушевине логора данас једини познати физички доказ Вилксове експедиције у Тихом океану.

### Остали значајни успони и модерна историја
Дана 29. јануара 1834. године, 40 година након Мингиса, још један Шкот, ботаничар Дејвид Даглас, успео се до врха, такође Ајнапо путем. Мисионар Џозеф Гудрих наводно се на Мауна Лоу попео негде у исто ово време, премда он сам то никада није потврдио. Познато је да се попео на Мауна Кеу, одакле је телескопом посматрао и описао Мокуавеовео.
Исидор Левенстерн се у фебруару 1839. године успео на Мауна Лоу, што је био тек трећи успешан забележени успон у шездесет година.
Планинарска кућица на врху Мауна Лое изграђена је 1934. године од вулканског стења и малтера, а у градњи су коришћена и нека камења из Вилксовог логора.
Године 1916. Мокуавеовео је уврштен у подручје националног парка Хавајски вулкани, а нова стаза је спојила врх са седиштем националног парка на Килауеа, што је још директнија рута од оне коју је пробио Вилкс. Овај пут је, који до врха стиже са источне стране, постао главни пут успона због лакшег приступа и блаже падине. Историјски пут Ајнапо је обновљен током 1990-их, а постоји и трећи пут до врха, онај који води од ауто-пута Хаваји 200 до опсерваторија.

## Познате ерупције Мауна Лое
Прва забележена ерупција датира од 1832. године, а од тада се памте 32 ерупције. Обично, ерупције Мауна Лое почињу на Мокуавеовеоу и касније се преместе на једну од пукотина на нижим надморским висинама. Често, већој пукотинској ерупцији годину дана пре претходи мања ерупција врха, што се догодило 1880, 1940. и 1949. године, пре масивних бочних ерупција из 1881, 1942. и 1950. године. Укупно су ове ерупције прекриле лавом преко 800 km² падина, а обично су биле кратке, али интензивне, са око 0,25-0,5 км³ еруптиране лаве током пар недеља.
Најистакнутије историјске ерупције Мауна Лое, са истицањем великих количина лаве у шуме и у пољопривредна подручја збиле су се 1855, 1881, 1935, 1942. и 1950. године на подручју североисточне пукотине, а 1887, 1907, 1916, 1919, 1926. и 1950. на подручју југозападне пукотине. Такође је 1859. године била значајна ерупција у нижем подручју вулкана.
Године 1935. кретање лаве према Хилу покушало је да спречи Ратно ваздухопловство Америчке армије. Пет бомбардер а из 23. и 72. бомбардерске ескадриле бацило је бомбе на пут лави како би је скренуло од Хила. Премда се тај потез испочетка чинио успешним, ерупција је престала шест дана после, па је ефекат бомбардовања остао непознат.
Ерупција из 1950. године избацивала је лаву из пукотине дуге 20 км, у смеру од кратера Луа Хоу према југозападу. Први истицање било је дуго 24 км, од пукотине на 2800 м висине до океана, а збио се у само три сата током ноћи. Друго истицање следио је непосредно за првим и одсекло је излаз у случају опасности становницима села Хоокена. Срећом, истицање лаве наставило се јужније према океану, те је заобишла село.
Засад последња ерупција Мауна Лое догодила се 25. марта 1984. године. Почела је мањом ерупцијом Мокуавеовеа, коју је следило велико истицање лаве са мање надморске висине, које је чак запретило и Хилу. Отвориле су се северозападна и југоисточна пукотина од врха до 2900 метара надморске висине. Истицање лаве ипак се зауставило 4 км од Хила, три недеље након почетка ерупције.
Тренутно је период неактивности вулкана најдужа откад се бележе његове ерупције.

### Недавна активност
Од 2002. године сеизмичка активност вулкана се повећава. Зидови кратера размичу се стопом од 5 цм годишње, што се тумачи као знак да се комора пуни магмом која је смештена око 5 км испод врха. Ова повећана активност се пажљиво посматра и бележи се њено повремено успоравање, па чак и престанак, али увек почне изнова. Из свега овога научници тумаче да је повећана вероватноћа нове ерупције Мауна Лое у наредних неколико година.
Такође су у периоду од јула до децембар 2004. године забележени бројни дубински потреси. На почетку само једном дневно, потреси су временом нарасли до петнаестак дневно. Након што су у децембру потреси престали, не бележи се значајније подрхтавање тла.

## Мауна Лоа и Килауеа
Вулкан Килауеа лежи југоисточно од Мауна Лое. На почетку је сматран њеним делом, али истраживања су показала да има сопствену комору магме, те је постало јасно да се ради о засебном вулкану. Ипак, постоји значајна повезаност међу њима, као што је било у периодима између 1934. и 1952. године, када је само Мауна Лоа била активна, те између 1952. и 1974. године, када је само Килауеа била активна.
Ерупција Мауна Лое из 1984. године заправо је почела за време ерупције Килауеа, али није имала приметног еха на ерупцију мањег вулкана, што се кроз историју знало догађати.
Занимљиво је и да је ширење кратера Мокуавеовео почело исти дан 2002. године када се догодило велико истицање лаве из кратера Килауеа. Геолози сматрају да је то истицање изазвано пулсом магме Мауна Лое.

## Жртве и штета
Како ерупције хавајских вулкана у већини случајева нису експлозивног карактера, ретке су и људске жртве, од којих је последња забележена приликом ерупције Килауеа 1924. године. Пуно су веће материјалне штете које настају при истицању лаве на пољопривредне површине, путеве и слично. С обзиром да је острво Хаваји највеће у савезној држави, на обронцима Мауна Лое је и највећи простор за ширење људских боравишта. Популација ту расте стопом од 3% годишње, чиме се потенцијална опасност неке нове ерупције за људске животе стално повећава.
Истицање лаве представља највећу опасност код хавајских вулкана. Премда лава обично напредује брзином хода, што износи некаквих 3 км/ч, при ерупцији Мауна Лое зна да се догоди истицање енормних количина лаве, која онда добија на брзини. На пример, ерупција из 1984. године избацила је у три недеље количину лаве коју Килауеа избаци за три године.
Две забележене ерупције Мауна Лое уништиле су насеља, 1926. године, када је село Хоопулоа Макаји у потпуности прекрила лава, као и 1950. године, када је страдало село Хоокена Мауке. Град Хило је делом изграђен на лави из ерупције 1880.—1881. године и на путу је будућим истицањима.
Хавајска реч Пахоехое означава глатку лаву, заправо базалтну лаву са глатком или таласастом површином. Таква површина настаје због кретања врло флуидне лаве испод саме стврднуте коре. Термин потиче од америчког геолога Кларенса Датона.

## Опасност од урушавања
Потенцијално већа опасност од самих ерупција је могуће урушавање бокова Мауна Лое. Дубоки раседи омогућују бочним деловима хавајских планина да склизну у море, што би, уколико се такво урушавање догоди одједном, могло да изазове земљотрес магнитуде 9 на Рихтеровој скали, након чега би следио катастрофални цунами. Најпознатији пример подручја Хилине је на јужним обронцима вулкана Килауеа, које се пажљиво посматра од почетка 1990-их из бојазни од урушавања. Сматра се да је залив Кеалакекуа на западном обронку Мауна Лое настао једним таквим урушавањем. Подморско истраживање открило је бројна клизишта дуж Хавајског ланца и доказе о два дивовска цунамија: један се догодио пре двеста хиљада година, са таласима високим 75 м, а онај од прие сто хиљада година, који је погодио острво Ланај, имао је таласе високе чак 325 м.
Пример опасности из модерне историје догодио се 1975. године, када се подручје Хилине изненада померило за неколико метара, што је изазвало потрес магнитуде 7,2 по Рихтеру, који је за последицу имао мањи цунами. Притом је погинуло неколико излетника.

## Мотрење вулкана
Мауна Лоа је вулкан који је под сталним надзором. Хавајска вулканска опсерваторија основана је 1912. године са циљем посматрања свих хавајских вулкана и временом је развио бројне технике којима се може предвидети непосредна ерупција Мауна Лое и других вулкана. Од техника најчешће је употребљавана сеизмометрија. Само на острву Хаваји, постоји преко 60 сеизмометара, што научницима омогућава мерење интензитета и положаја стотина малих потреса сваке недеље. Често се догоди да интензитет броја потреса порасте пред ерупције, како је био случај пре ерупција 1975. и 1984. године, а тада је забележена повећана сеизмичка активност на дубинама мањим од 13 км.
Друга врста сеизмичких активности дешава се неколико сати пре ерупције. Такозвано хармонијско подрхтавање је непрекидно грување које не наликује на уобичајену сеизмичку активност, а верује се да га узрокује брзо подземно кретање магме. Грување вулкана обично значи непосредну близину ерупције, премда може бити проузрокована и кретањем магме на мањим дубинама, без њеног избијања на провршину.
Још један важан индикатор догађања унутар вулкана је облик планине. Уређај назван тилтметар мери веома мале промене у облику планине, а осетљива опрема мери удаљености између две тачке. Када магма почне да пуни коморе испод врха и пукотине, планина се повећа за 7-8 цм, што је забележено пре ерупција 1975. и 1984. године и сматра се готово сигурним начином предвиђања скоре ерупције.

## Опсерваторије
Положај Хаваја унутар Тихог океана и висина Мауна Лое погодни су за посматрање атмосфере, небеских тела и друга слична истраживања. Соларна опсерваторија, изграђена на северном обронку на 3440 метара, већ дуго времена је значајна у посматрању Сунца.
У близини се налази још једна опсерваторија. С обзиром на њен повољан положај изнад светлосног загађења, научници посматрају Земљину атмосферу, укључујући и кретање стаклених гасова угљеник(IV)-оксида. Приликом мерења у обзир се узима утицај вулкана на концентрацију CO2.
Од октобра 2006. На Мауна Лои налази се и радио телескоп, који истражује порекло свемира посматрањем космичког микроталасног позадинског зрачења. Хавајска вулканска опсерваторија има на Мокуавеовеу сеизмичке сензоре и веб камеру.

## Мауна Лоа у митологији
Хавајска митологија је богата и креативна и из ње се може сазнати много о хавајској домородачкој култури. Многе приповести за тему имају божанства која су, према домороцима, настањивала острво Хаваји и Мауна Лоу.

### Папаханаумоку и Вакеа
Папаханаумоку, позната и као Папа, богиња је земље и мајка свих божанстава Мауна Лое док је Вакеа, бог неба, њихов отац. Неки од староседелаца још поштују овај пар, посебно Папу, која има посебан статус међу домородачким женама са подручја Мауна Лое. Као што је случај и у античким митологијама, родбински повезана божанства понекад су међусобно склапала бракове. Тако један мит наводи да су Папаханаумоку и Вакеа имали ћерку Хо'охокукалани, са којом је Вакеа касније спавао. Њихова кћер се сматра мајком свих људи на Мауна Лои.

### Каналоа и Пеле
Каналоа је бог мора, једно од четири главна божанства у хавајској митологији. Обично се приказује у облику хоботнице. Уз то што надзире океан, који је одувек имао важно место у хавајској култури, Каналоа је такође упутио древне духове у вештину магије. Један мит каже да је Каналоа био предводник побуне против осталих богова, а предводио је војску духова. Неки митови га наводе као господара подземног света, по чему је доста сличан Хаду из грчке митологије. Додуше, постоји могућност да су му ову улогу доделили рани европски мисионари на Хавајима.
Пеле је можда и најпознатије божанство Мауна Лое. Богиња је ватре, муње и вулкана, дивља и неукротива жена жестоке природе и ватрене нарави. Легенда каже да је Пеле живела у ватром испуњеном кратеру вулкана Килауеа, одакле је управљала свим вулканима на Хавајима. Испочетка је била богиња вода, али касније је променила елемент, те почела да се боји океана, па је за своје станиште изабрала острво Хаваји и Мауна Лоу, јер је једино ту снажни океански таласи нису могли досећи. Пеле је имала мноштво љубавника, а већину је њих убила ерупцијом лаве. Други мит каже да су стубови од вулканског камења разбацани по Мауна Лои заправо тела несрећних љубавника ватрене богиње.
Пеле је била изузетно поштована, а жртве су јој се приносиле на врховима свих вулкана на острву, посебно током ерупција како би се одобровољила. Сматрана је врло љубоморним божанством и веровало се да кажњава оне који би крали камење са њених олтара. Каже се да њено појављивање у црвеној одећи предсказује ерупцију вулкана.

### Купуа и Мауи
Реч Купуа у хавајској митологији означава групу несташних варалица, духова који су имали способност промене облика. Појављивали су се као цвеће, дрвеће, облаци, морски пси, шкољке, често само као ветар, а понекад би попримили и људско обличје. Чести су у причама из хавајске митологије. Превртљиви су и зли, премда не увек. Према предању, Купуа по имену Мамала попримила би облик крокодила или лепе и заводљиве жене, те се појављивала на морским таласима у подножју вулкана.
Мауи је јунак из митологије Мауна Лое. Приписује му се стварање Хавајског архипелага. Према тој је причи, Мауи са својом браћом кренуо је једно јутро у риболов, те му је удица запела за дно мора. Преварио је браћу рекавши им да је ухватио дивовску рибу, а они су му поверовали и помогли му да вуче. Тако су јако вукли да су на површину извукли океанско дно, створивши тако острва Хавајског архипелага.
Мауију се приписује и да је једним ласом ухватио Сунце и натерао га да се креће спорије, чиме су дани лети постали дужи.

## Галерија
- Истицање лаве из Мауна Лое
- Истицање лаве у океан
- Поглед на Мауна Лоу 1820.
- Опсерваторија на Мауна Лои